# 佐野徹治
佐野 徹治（さの てつじ）は、日本の自治官僚。元本州四国連絡橋公団副総裁、財団法人救急振興財団理事長。消防庁長官（第22代）を務めた。

## 来歴
1965年3月、東京大学法学部卒業後、同年4月、自治省に入省。1970年、鹿児島県離島振興課長。1977年、高知県総務部財政課長。1980年、高知県企業局長。1982年、高知県総務部長。
自治省大臣官房審議官、自治省行政局選挙部長、自治省税務局長などを経て、1996年、消防庁長官に就任。1998年に消防庁長官を退任した。佐野の後任には谷合靖夫が就任した。
ほかに、中央固定資産評価審議会幹事、地方自治研究機構理事長、日本消防検定協会理事長、本州四国連絡橋公団副総裁、救急振興財団理事長などの要職を歴任した。

## 主な著書
- 「選挙制度」（現代地方自治全集10）ぎょうせい、1978年（共著）
- 「消防防災行政の現状と課題」（「自治論文集」収録）ぎょうせい、1998年（共著）